# Torneo de Eastbourne 2018
El Torneo de Eastbourne 2018, también conocido como el Nature Valley International 2018, fue un torneo de tenis perteneciente al ATP World Tour 2018 en la categoría ATP World Tour 250, y a la WTA Tour 2018 en la categoría Premier. El torneo se jugó sobre las canchas de césped del Devonshire Park Lawn Tennis Club en la ciudad de Eastbourne (Gran Bretaña) desde el 24 hasta el 30 de junio de 2018.

## Distribución de puntos
| Modalidad            | Campeón | Finalista | Semifinales | Cuartos de final | 2ª ronda | 1ª ronda | Clasificados | 2ª ronda de clasificación | 1ª ronda de clasificación |
| Individual masculino | 250     | 165       | 100         | 50               | 25       | 0        | 13           | 7                         | 0                         |
| Dobles masculino     | 250     | 150       | 90          | 45               | 20       | 0        | -            | -                         | -                         |

| Modalidad           | Campeona | Finalista | Semifinales | Cuartos de final | 3ª ronda | 2ª ronda | 1ª ronda | Clasificadas | 2ª ronda de clasificación | 1ª ronda de clasificación |
| Individual femenino | 470      | 305       | 185         | 100              | 55       | 30       | 1        | 25           | 13                        | 1                         |
| Dobles femenino     | 470      | 305       | 185         | 100              | -        | -        | 1        | -            | -                         | -                         |

## Cabezas de serie

### Individuales masculino
| Tenista           | Ranking | Preclasificado |
| Diego Schwartzman | 11      | 1              |
| Kyle Edmund       | 17      | 2              |
| Denis Shapovalov  | 23      | 3              |
| Marco Cecchinato  | 28      | 4              |
| Leonardo Mayer    | 38      | 5              |
| David Ferrer      | 40      | 6              |
| Steve Johnson     | 44      | 7              |
| Márton Fucsovics  | 45      | 8              |

- Ranking del 18 de junio de 2018.[3]

### Dobles masculino
| Tenista                           | Ranking | Preclasificado |
| Juan Sebastián Cabal Robert Farah | 28      | 1              |
| Ivan Dodig Rajeev Ram             | 46      | 2              |
| Raven Klaasen Michael Venus       | 55      | 3              |
| Mike Bryan James Cerretani        | 65      | 4              |

### Individuales femenino
| Tenista              | Ranking | Preclasificada |
| Caroline Wozniacki   | 2       | 1              |
| Karolína Plíšková    | 7       | 2              |
| Petra Kvitová        | 8       | 3              |
| Angelique Kerber     | 11      | 4              |
| Jeļena Ostapenko     | 12      | 5              |
| Julia Görges         | 13      | 6              |
| Daria Kasátkina      | 14      | 7              |
| Ashleigh Barty       | 16      | 8              |
| Elise Mertens        | 17      | 9              |
| Magdaléna Rybáriková | 19      | 10             |
| Anastasija Sevastova | 20      | 11             |
| Kiki Bertens         | 21      | 12             |
| Johanna Konta        | 22      | 13             |
| Barbora Strýcová     | 24      | 14             |
| Daria Gavrilova      | 25      | 15             |
| Carla Suárez         | 26      | 16             |

- Ranking del 18 de junio de 2018.[4]

### Dobles femenino
| Tenista                            | Ranking | Preclasificada |
| Andrea Hlaváčková Barbora Strýcová | 12      | 1              |
| Andreja Klepač María José Martínez | 26      | 2              |
| Yung-Jan Chan Shuai Peng           | 27      | 3              |
| Gabriela Dabrowski Yifan Xu        | 28      | 4              |

## Campeones

### Individual masculino
Mischa Zverev venció a  Lukáš Lacko por 6-4, 6-4

### Individual femenino
Caroline Wozniacki venció a  Aryna Sabalenka por 7-5, 7-6(7-5)

### Dobles masculino
Luke Bambridge /  Jonny O'Mara vencieron a  Ken Skupski /  Neal Skupski por 7-5, 6-4

### Dobles femenino
Gabriela Dabrowski /  Yifan Xu vencieron a  Irina-Camelia Begu /  Mihaela Buzărnescu por 6-3, 7-5